# Frans Borm
Frans Borm (1950) is een Nederlandse schaker. In 1986 werd hem door de FIDE de titel Internationaal Meester (IM) toegekend. Daarnaast is hij een sterke bridgespeler en hij heeft in beide sporten een aantal Nederlandse titels behaald.
In 1978 speelde hij mee in het Open Kampioenschap van Utrecht en bezette daar de eerste plaats.